# Mercedes Martín
Mercedes Martín (Écija, c. 1989) es una meteoróloga, oceanógrafa y comunicadora española. En 2020 recibió el premio Radio Televisión a la Mejor Informadora del Tiempo y en 2023 recibió el Premio a la Implicación Social por el Consejo Social de la Universidad de Cádiz (Universidad en la que estudió). Posteriormente, en 2024, recibió el premio de Implicación Social por el Foro de Consejos Sociales de Andalucía por su labor en la divulgación y concienciación sobre el cambio climático.

## Trayectoria
Mercedes Martín se licenció en Ciencias del Mar y Ambientales por la Universidad de Cádiz. También estudió un año de teledetección aplicada en la Universidad Técnica de Múnich y realizó un Máster en Meteorología por la Universidad Complutense de Madrid. También ha sido investigadora ayudante en el Museo de Ciencias Naturales de Londres, en el proyecto "Throughflow Project" y cursó un máster de física.
Como comunicadora y meteoróloga, comenzó a presentar el Tiempo en la cadena española de televisión Antena 3 del grupo de comunicación Atresmedia. En 2025 participó en la expedición de la ONG Homeward Bound Transform a la Antártida, junto a un grupo de más de 100 mujeres científicas, para visibilizar las consecuencias de la crisis climática.

## Premios y reconocimientos
- En 2020 recibió el premio Radio Televisión a la Mejor Informadora del Tiempo.[3]
- En 2023 recibió el Premio a la Implicación Social por el Consejo Social de la Universidad de Cádiz, este premio tiene como objeto resaltar la transferencia del conocimiento científico a la sociedad.[4]
- En 2024 el Foro de Consejos Sociales de Andalucía le concede el premio de Implicación Social en la categoría de egresada de la Universidad de Cádiz por su labor en la divulgación y concienciación sobre el cambio climático.[5]